# 그 사랑 한이 되어
"그 사랑 한이 되어"는 1981년에 개봉한 대한민국의 영화이다.

## 캐스팅
- 조용필 : 용필 역
- 유지인 : 혜련 역
- 이한나
- 서정일
- 박근형